# Leandro Cabrera
Leandro Daniel Cabrera Sasía (Montevideo, 17 giugno 1991) è un calciatore uruguaiano, difensore dell'Espanyol.

## Carriera
Cresciuto nel Defensor Sporting, nel 2009 si trasferisce all'Atlético Madrid ma dopo una stagione in cui colleziona appena quattro presenze nella Liga comincia a essere prestato a diverse squadre in giro per la Spagna. Il 2 settembre 2013 rescinde il suo contratto con i colchoneros e si trasferisce al Real Madrid per giocare con il Castilla, la squadra B, nel 2014 passa a titolo definitivo al Real Saragozza, dove gioca tre stagioni da titolare fisso. Il 14 luglio 2017 viene ingaggiato a parametro zero dal Crotone, con cui firma un contratto fino al 30 giugno 2020.

## Statistiche

### Presenze e reti nei club
| Stagione              | Squadra               | Campionato            | Campionato | Campionato | Coppe nazionali | Coppe nazionali | Coppe nazionali | Coppe continentali | Coppe continentali | Coppe continentali | Altre coppe | Altre coppe | Altre coppe | Totale | Totale |
| Stagione              | Squadra               | Comp                  | Pres       | Reti       | Comp            | Pres            | Reti            | Comp               | Pres               | Reti               | Comp        | Pres        | Reti        | Pres   | Reti   |
| --------------------- | --------------------- | --------------------- | ---------- | ---------- | --------------- | --------------- | --------------- | ------------------ | ------------------ | ------------------ | ----------- | ----------- | ----------- | ------ | ------ |
| 2008-2009             | Defensor Sporting     | PD                    | 15+2       | 1          | -               | -               | -               | CL                 | 3                  | 0                  | -           | -           | -           | 20     | 1      |
| 2009-2010             | Atlético Madrid       | PD                    | 4          | 0          | CR              | 0               | 0               | UCL+UEL            | 0+0                | 0+0                | -           | -           | -           | 4      | 0      |
| 2010-2011             | Recreativo Huelva     | SD                    | 11         | 0          | CR              | 1               | 0               | -                  | -                  | -                  | -           | -           | -           | 12     | 0      |
| 2011-2012             | Numancia              | SD                    | 33         | 0          | CR              | 1               | 0               | -                  | -                  | -                  | -           | -           | -           | 34     | 0      |
| 2012-2013             | Hércules              | SD                    | 39         | 1          | CR              | 1               | 0               | -                  | -                  | -                  | -           | -           | -           | 40     | 1      |
| 2013-2014             | Real M. Castilla      | SD                    | 33         | 0          | -               | -               | -               | -                  | -                  | -                  | -           | -           | -           | 33     | 0      |
| 2014-2015             | Real Saragozza        | SD                    | 35+3       | 0+1        | CR              | 1               | 0               | -                  | -                  | -                  | -           | -           | -           | 39     | 1      |
| 2015-2016             | Real Saragozza        | SD                    | 35         | 2          | CR              | 1               | 0               | -                  | -                  | -                  | -           | -           | -           | 36     | 2      |
| 2016-2017             | Real Saragozza        | SD                    | 38         | 2          | CR              | 0               | 0               | -                  | -                  | -                  | -           | -           | -           | 38     | 2      |
| Totale Real Saragozza | Totale Real Saragozza | Totale Real Saragozza | 108+3      | 4+1        |                 | 2               | 0               |                    | -                  | -                  |             | -           | -           | 113    | 5      |
| 2017-gen.2018         | Crotone               | A                     | 5          | 0          | CI              | 2               | 0               | -                  | -                  | -                  | -           | -           | -           | 7      | 0      |
| gen.-giu. 2018        | Getafe                | PD                    | 9          | 0          | CR              | 0               | 0               | -                  | -                  | -                  | -           | -           | -           | 9      | 0      |
| 2018-2019             | Getafe                | PD                    | 32         | 2          | CR              | 4               | 0               | -                  | -                  | -                  | -           | -           | -           | 36     | 2      |
| 2019-gen. 2020        | Getafe                | PD                    | 18         | 2          | CR              | 0               | 0               | UEL                | 3                  | 1                  | -           | -           | -           | 21     | 3      |
| Totale Getafe         | Totale Getafe         | Totale Getafe         | 59         | 4          |                 | 4               | 0               |                    | 3                  | 1                  |             | -           | -           | 66     | 5      |
| gen.-giu. 2020        | Espanyol              | PD                    | 17         | 0          | CR              | 0               | 0               | UEL                | -                  | -                  | -           | -           | -           | 17     | 0      |
| 2020-2021             | Espanyol              | SD                    | 38         | 0          | CR              | 1               | 0               | -                  | -                  | -                  | -           | -           | -           | 39     | 0      |
| 2021-2022             | Espanyol              | PD                    | 37         | 2          | CR              | 3               | 0               | -                  | -                  | -                  | -           | -           | -           | 40     | 2      |
| 2022-2023             | Espanyol              | PD                    | 32         | 0          | CR              | 4               | 0               | -                  | -                  | -                  | -           | -           | -           | 36     | 0      |
| 2023-2024             | Espanyol              | SD                    | 41         | 1          | CR              | 2               | 0               | -                  | -                  | -                  | -           | -           | -           | 43     | 1      |
| 2024-2025             | Espanyol              | PD                    | 22         | 2          | CR              | 0               | 0               | -                  | -                  | -                  | -           | -           | -           | 22     | 2      |
| Totale Espanyol       | Totale Espanyol       | Totale Espanyol       | 187        | 5          |                 | 10              | 0               |                    | -                  | -                  |             | -           | -           | 197    | 5      |
| Totale carriera       | Totale carriera       | Totale carriera       | 499        | 16         |                 | 21              | 0               |                    | 6                  | 1                  |             | -           | -           | 526    | 17     |

## Palmarès

### Club

#### Competizioni nazionali
- Segunda División: 1

Espanyol: 2020-2021

#### Competizioni internazionali
- UEFA Europa League: 1

Atlético Madrid : 2009-2010